# Acinaces

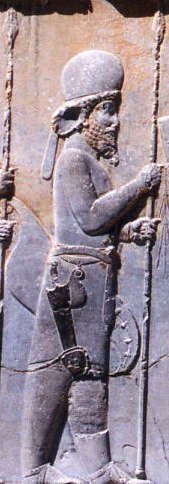
Een lid van de koninklijke garde van de Grootkoning, die een acinaces op zijn heup draag (reliëf in Persepolis).

Een acinaces (Oudgrieks: ἀκινάκης / akinákēs) was een korte, rechte dolk, die door de Perzen werd gedragen, dikwijls met goud en edelstenen bezet.

## Referentie
- art. Acinaces, in J.G. Schlimmer - Z.C. De Boer, Woordenboek der Grieksche en Romeinsche Oudheid, Haarlem, 19203, p. 6.